# バニャスコ
バニャスコ（伊: Bagnasco）は、イタリア共和国ピエモンテ州クーネオ県にある、人口約1,000人の基礎自治体（コムーネ）。

## 地理

### 位置・広がり

#### 隣接コムーネ
隣接するコムーネは以下の通り。括弧内のSVはサヴォーナ県所属を示す。
- バッティフォッロ
- カリッツァーノ (SV)
- リージオ
- マッシミーノ (SV)
- ヌチェット
- ペルロ
- プリオーラ
- ヴィオーラ

## 行政

### 分離集落
バニャスコには、以下の分離集落（フラツィオーネ）がある。
- Centasco, Gambologna, Garbenna, Gerbioli